# Le légionnaire
Le légionnaire is een Franstalig nummer van de Volendamse band BZN uit 1983.
Het is de laatste single van de groep waarop zangeres Anny Schilder te horen is. Zij werd kort hierna opgevolgd door Carola Smit.
Le légionnaire werd in Nederland tot alarmschijf verkozen en stond acht weken in de Nederlandse Top 40, waar het de zesde plaats behaalde.